# 米倉照恭
米倉照恭(よねくら てるやす）は、日本の陸上競技の選手である。彼は、1996年アトランタオリンピックに男子棒高跳びで出場した。現在、ニシ・スポーツのコーチである。

## 参照資料
1. 1 2 3 4  陸上競技代表選手団コーチ米倉照恭 2012年ロンドンオリンピック
2. 1 2  “特集企画 The wish is ─アスリートを支えるコーチの戦い─ : 米倉照恭コーチ”. Nikkan Sports. 2018年1月8日閲覧。
3. ↑  “Teruyasu Yonekura Olympic Results”.  Sports Reference LLC. 2020年4月17日時点のオリジナルよりアーカイブ。2018年1月5日閲覧。